# فرنتینو
فرنتینو (به ایتالیایی: Ferentino) یک کومونه در ایتالیا است که در استان فروزینونه واقع شده‌است.

## خصوصیات
فرنتینو ۸۰ کیلومترمربع مساحت و ۲۱٬۰۲۷ نفر جمعیت دارد و ۳۹۳ متر بالاتر از سطح دریا واقع شده‌است.

## خواهرخوانده
شهرهای San Severino Marche، یکاترینبورگ و راک‌فورد، ایلینوی خواهرخوانده‌های فرنتینو هستند.